# باري كورتيس
باري كورتيس (بالإنجليزية: Barry Curtis)‏ هو سياسي نيوزلندي، ولد في 1939. انتخب Mayor of Manukau City ‏.